# Stigmota
Stigmota är en by i Östervåla socken, Heby kommun.
Byn omtalas i dokument första gången 1362 ("i Stighamote") då Karl Ulfsson upplät 2 öresland och 16 penningland i Stigmota till sin svåger Magnus Gislesson (Sparre av Aspnäs). 1409 tilldöms vid räftsteting medl allmogen i Våla härad Gottskal Bengtsson (Ulv) Stigmota skog efter tvist med de som bor i Fågelsta hamna. Samtidigt tilldömdes Gotskalk urfjälle "Lywma" efter tvist med de som bodde Kanikebo och Korbo. Domen upprepades 1491 vid lagmansting för Bengt Fadersson (Sparre av Hjulsta och Ängsö). Under 1500-talet upptas Stigmota som ett mantal frälse under Aspnäs gård. Gårdsnamnet kommer med all förmodan från ett möte mellan två vägar som funnits här, dock oklart vilket. Landsvägen mellan Östervåla och Tierp har av allt att döma passerat gården redan på medeltiden, men vilken väg den mött är oklart. 
Bland bebyggelser på ägorna märks torpet Fallet, dokumenterat sedan 1600-talet. Det anges först som oskattlagt torp under Aspnäs, men räknas senare till Stigmota. Det ligger nu på den av Stora Kopparbergs Bergslags AB 1957 skapade skogslotten Bergslagsskogen som mestadels består av skog från gårdar tidigare underlydande Aspnäs. Rävsvad, ibland även kallat Fiskars, är ett annat torp känt sedan 1600-talet och tidigare räknat till Stigmota som nu ligger på Bergslagsskogen. Även Mellanbo som är känt sedan 1600-talet är ett torp som nu ligger på Bergslagsskogen. Knösbo eller Sveden är ett torp dokumenterat sedan mitten av 1800-talet.